# Адријан Смит
Адријан Фредерик Смит (енгл. Adrian Frederick Smith; рођен 27. фебруара 1957) гитариста хеви метал бенда Ајрон мејден.

## Биографија
Адријан Ф. Смит спријатељио се са Дејвом Маријем у средњој школи. Од Дејва је купио и прву гитару.
Заједно свирају у групама Evil Ways те Urchin. Адријан је био и вокал у бенду. Дејв напушта Urchin и одлази у Iron Maiden, а Адријан остаје у Urchin-у. Снима два сингла са Urchin. 1980. Денис Стратон напушта Мејден а Адријан Смит је позван у бенд. Адријан долази у Мејден и снима са њима Killers. Показао се као добар текстописац и композитор и већ на следећем албуму (The Number of the Beast) потписује се као аутор неколико песама. Заједно са Дејвом Маријем учествује у Hair'n'Aid `85. Остаје у Мејденима до краја `89. Те године снима и свој први соло албум са групом A.S.A.P.. Потом оснива групу Psycho Motel а 1992. оснива Untouchables. 1997. придружује се соло бенду Бруса Дикинсона и са њим снима два студијска албума и један албум уживо. 1999. враћа се у Ајрон мејден, заједно са Брусом Дикинсоном, где остаје до данас.
Дует Дејв Мари-Адријан Смит постаје један од најбољих гитарских дуета у свету хеви метала.
Утицаји: На све гитаристе хеви метала од половине осамдесетих.
Каријера изван Ајрон мејдена:
- Evil Ways, Urchin, Broadway Brats, Adrian Smith and Project, Psycho Motel, Untouchables, Bruce Dickinson Band.